# Everode
Everode település Németországban, azon belül Alsó-Szászország tartományban. Lakosainak száma 489 fő (2020. december 31.). Everode Alfeld és Adenstedt községekkel határos.

## Népesség
A település népességének változása:

| 2020 | 489 |